# Hong-Yee Chiu
Hong-Yee Chiu (丘宏義S; Shanghai, 4 ottobre 1932) è un astrofisico statunitense e editore di successo della EHGBooks micro-publishing company.

## Biografia
Si laurea presso l'Università Nazionale di Taiwan, e a seguire ha conseguito il dottorato di ricerca alla Cornell University. Dopo il diploma, diviene membro dell'Institute for Advanced Study a Princeton, New Jersey. Per oltre 35 anni presta servizio alla NASA come astrofisico. Fu il primo scienziato cino-americano che 1969 venne insignito della "NASA Exceptional Scientific Achievement Medal". Fu anche il primo scienziato, nel 1964, ad utilizzare ufficialmente il termine "quasar".
Dopo il pensionamento ha avviato l’EHanism Group sviluppando la EHGBooks micro-publishing app, in collaborazione con noti informatici cinesi per promuovere la cultura cinese e la sinologia. Con suo nipote e l'assistente Nonny Hsueh, la famiglia ha aiutato il National Central Library della Repubblica di Cina, per partecipare, nel 2008, alla costituzione della World Digital Library sotto gli auspici dell'UNESCO. Più avanti, guida l'EHanism Group per sviluppare la prima soluzione cinese micro-publishing di Amazon nel 2012. Chiu è stato ospite della Taiwan Reunion Program per la NTU Early Graduates, in commemorazione dell'85º anniversario dell'Università Nazionale di Taiwan.
Suo padre, Han-Ping Chiu, era un famoso avvocato ed economo di Shanghai durante l'era repubblicana cinese, e primo ministro finanziario della provincia di Fujian. Suo fratello maggiore, Hungdah Chiu, è stato studente prodigio in diritto internazionale.

## Pubblicazioni
- 2012: Literature and Science / EHGBooks, USA
- 2012: Bilingual Introduction to Chinese and Western Poetry / EHGBooks, USA
- 2011: The Real China: Meteoric Renaissance – Relations with the West / EHGBooks, USA
- 2011: War among Gods and Men / EHGBooks, USA

## Ricerche
- "A Tunable X-ray Interferometer and the Empirical Determination of Phase Diffracted X-rays"
- "Supernovae, Neutrinos, and Neutron Stars"
- "Neutrino Theory of Stellar Collapse in Type II Supernovae" [4]